# Obernberg am Inn
Obernberg am Inn là một đô thị thuộc huyện Ried im Innkreis thuộc bang Oberösterreich, Áo. Đô thị Obernberg am Inn có diện tích 2 km², dân số thời điểm năm 2006 là 1604 người.

City square of Obernberg am Inn
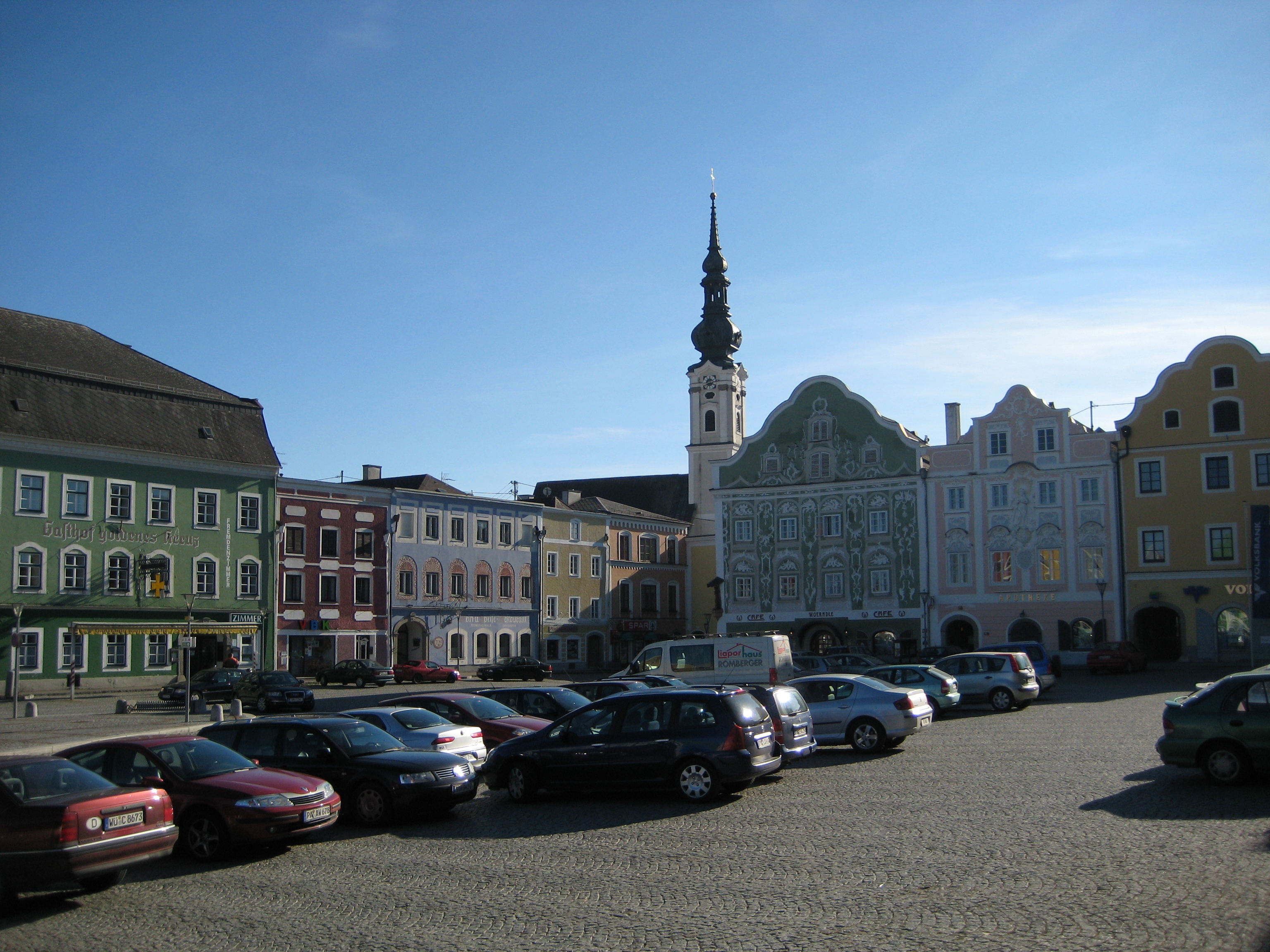
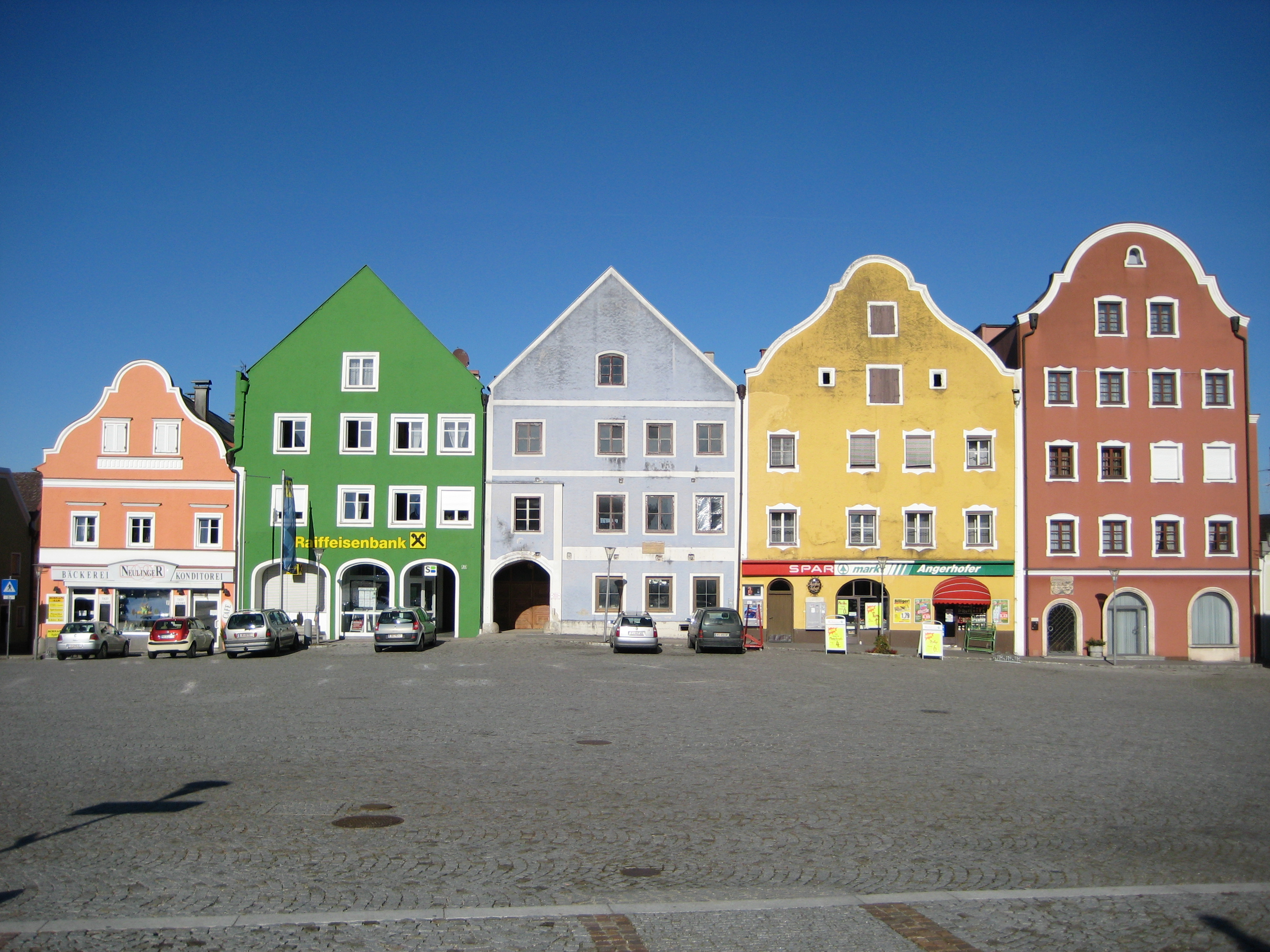